# Régis de Chantelauze
François-Régis de Chantelauze (født 23. marts 1821 i Montbrison, Loire, død 3. januar 1888 i Paris) var en fransk historiker.
Af hans skrifter, hvoraf flere er blevne kronede af Akademiet, kan fremhæves: Marie Stuart, son procès et son exécution (1876), Le cardinal de Retz et l’affaire du chapeau (1878), Le cardinal de Retz et ses missions diplomatiques à Rome (1879) og Louis XVII (1884, med et supplement 1887).